# Hollópatak
Hollópatak (szlovákul: Mlynky) község Szlovákiában, a Kassai kerület Iglói járásában. Hollópatak (Havrania Dolina), Rosszmalom (Mlynky), Palzmannhuta (Palcmanská Maša), Középhámor (Prostredný Hámor), Iglófehérvíz (Biele Vody), Rakovec és Sykavka bányatelepülések közös közigazgatási egysége.

## Fekvése
Iglótól 14 km-re délnyugatra, a Gölnic völgyében fekszik.

## Története
Egykor Iglóhoz tartozott bányásztelepülésekből jött létre, melyek határában vas- és rézbányák működtek. Palzmannhután a 19. század elejétől vasolvasztó és hámor is üzemelt, mely 1843-ban a Coburg család tulajdona lett. A legnevezetesebb bánya, a fehérvízi bánya 1963-ig üzemelt.
Fényes Elek szerint: „Havrana Dolina, Istvánfalva fil. 107 kath., 57 evang. lak.”
A települések a trianoni diktátumig Szepes vármegye Iglói járásához tartoztak.
1960-ban a településeket egyesítve önálló községet hoztak létre. 1966-ban a bányákat bezárták.

## Népessége
| Év:            | 1994. | 2004.    | 2014.   | 2024.    |
| -------------- | ----- | -------- | ------- | -------- |
| Emberek száma: | 675   | 589      | 563     | 497      |
| Eltérés:       |       | -12,74 % | -4,41 % | -11,72 % |

| Év:            | 2023. | 2024.   |
| -------------- | ----- | ------- |
| Emberek száma: | 492   | 497     |
| Eltérés:       |       | +1,01 % |

2001-ben 612 lakosából 606 fő szlovák volt.
2011-ben 577 lakosából 525 fő szlovák.

## Nevezetességei
Iglófehérvízen van ma Szlovákia egyik legnagyobb télisportközpontja.